# استفانی ارمنستان
استفانی ارمنستان، که با نام ریتا نیز شناخته می‌شود، یکی از اعضای دودمان روبنی و شاهزادگان پادشاهی ارمنی کیلیکیه بود. وی همچنین همسر دوم جان برین، نایب‌السلطنه پادشاهی اورشلیم بود اما ۶ سال از پس از ازدواجش با وی درگذشت. حاصل ازدواج وی با جان برین تنها ۱ پسر بود.